# Alain Cavenne
Pour les articles homonymes, voir Alain Gagnon (homonymie), Cavenne et Gagnon.
Alain Cavenne (pseudonyme d'Alain Gagnon) est un écrivain et traducteur canadien.

## Biographie
Il a obtenu un baccalauréat en sociologie au Collège universitaire de Hearst, puis un baccalauréat et une maîtrise en philosophie à l'Université d’Ottawa. Il a enseigné la philosophie au Collège de Hearst et à l’Université Laval. Dans les années 1980, il a travaillé en cinéma, signant les scénarios ou narrations de six courts métrages. Il se consacre maintenant à l’écriture et à la traduction. Il a publié des nouvelles et sept romans.

## Cinéma
Scénarios de cinq films de Pierre Vallée, écrits avec le réalisateur, et narration d’un film documentaire d’André Lavoie.
- 1990 : L'amour volé (Pierre Vallée, Films Tango)
- 1985 : Le gardien de l'île (Pierre Vallée, Films Tango)
- 1984 : 8400 skis (André Lavoie, Office national du film du Canada, auteur de la narration)
- 1982 : Un Père-Noël d'occasion (Pierre Vallée, ONF)
- 1980 : Un homme à sa fenêtre (Pierre Vallée, ONF)
- 1978 : La séquestration (Pierre Vallée, ONF)